# Тиха Баргаулуј (Бистрица-Насауд)
Тиха Баргаулуј (рум. Tiha Bârgăului) насеље је у Румунији у округу Бистрица-Насауд у општини Тиха Баргаулуј. Oпштина се налази на надморској висини од 611 m.

## Становништво
Према подацима из 2011. године у насељу је живело 4332 становника.